# 神子柴系石器群

大平山元遺跡の出土物

神子柴系石器群（みこしばけいせっきぐん）は、後期旧石器時代に日本列島に現れた大型の磨製石斧と石槍を特徴とする石器群をいう。これらの石器群が最初に発見された長野県上伊那郡南箕輪村の神子柴遺跡に由来し、または神子柴文化とも呼称されている。

## 特色
この石器群は、シベリアのアムール川流域から沿海州に起源をもつといわれ、北のルートを渡ってきた。その時期は、日本列島が完全に大陸から離れて島国となる直前、約1万3000年前のことである。

## 出土物
この石器群の内容は、大型で丸鑿の形をした片刃の磨製石斧と大型で木の葉形をした槍先形尖頭器、さらに、石刃を素材とするスクレイパーと彫刻刀形石器であり、そのほかに植刃（しょくじん）、断面が三角形の錐、半月系の石器、有茎尖頭器、矢柄研磨機、石鏃などを伴う。

## 代表的遺跡
この石器群の代表的遺跡に神子柴遺跡（長野県）、唐沢B遺跡（長野県）、長者久保遺跡（青森県）がある。伊那市創造館（上伊那図書館）には神子柴遺跡の出土物が常設展示されている。
この石器群で土器が見つかっていない場合と大平山元I遺跡（青森県）、上野遺跡第一地点第Ⅱ文化層（神奈川県）、後野遺跡A地区（茨城県）のように無文土器を伴う場合とがある。
そして、この石器群・文化は、北海道から東北日本を経て急速に南下し、中部日本を中心に独自の文化として発達し、九州までにも拡がっている。
- 長者久保遺跡（青森県上北郡東北町）
- 大平山元遺跡（青森県東津軽郡外ヶ浜町）
- 上野遺跡（神奈川県大和市）
- 後野遺跡（茨城県ひたちなか市）
- 神子柴遺跡（長野県上伊那郡南箕輪村）
- 唐沢B遺跡（長野県上田市）